# Yousef Salech
Yousef Salech, né le 17 janvier 2002 à Hellerup au Danemark, est un footballeur danois. Il évolue au poste d'avant-centre au Cardiff City.

## Biographie

### En club
Né à Hellerup au Danemark, Yousef Salech commence le football au BK Skjold, puis il est formé par le Hellerup IK. Il fait ses débuts en professionnel avec ce club, le 4 juillet 2020, lors d'une rencontre de troisième division danoise contre l'Akademisk Boldklub. Il est titularisé et les deux équipes se neutralisent (1-1 score final).
Le 28 juin 2021, Yousef Salech signe pour le Brøndby IF. Le jeune attaquant de 19 ans doit en premier temps intégrer les équipes de jeunes du club.
Il fait ses débuts avec l'équipe première du Brøndby IF le 1er mai 2022, lors d'une rencontre de championnat face au Randers FC. Entré en jeu à la place de Marko Divković, il voit son équipe être battue par deux buts à un.
Le 31 août 2022, Salech est prêté par Brøndby au HB Køge pour une saison afin qu'il puisse jouer régulièrement et prendre de l'expérience.
Le 22 février 2024, Yousef Salech rejoint la Suède en s'engageant en faveur de l'IK Sirius. Il signe un contrat courant jusqu'en décembre 2028,.
Le 17 janvier 2025, jour de ses 23 ans, Yousef Salech rejoint Cardiff City. Il signe un contrat courant jusqu'en juin 2029 avec le club gallois.